# بروش (كولورادو)
بروش (بالإنجليزية: Brush, Colorado)‏ هي مدينة تقع في مقاطعة مورغان بولاية كولورادو في الولايات المتحدة. تبلغ مساحتها 6.3 (كم²)، وترتفع عن سطح البحر 1289 م، بلغ عدد سكانها 5463 نسمة في عام 2010 حسب إحصاء مكتب تعداد الولايات المتحدة وتصل الكثافة السكانية فيها 867.1 نسمة/كم2.

## أعلام
- بات داي

## وصلات خارجية
- City of Brush